# 华北人民政府
华北人民政府是中国共产党在1948年9月26日至1949年10月31日间设置的大行政区人民政府，被视为中央人民政府的前身。

## 历史
1947年11月12日，晋察冀野战军攻占石家庄，晋察冀边区和晋冀鲁豫边区连成一片。1948年2月16日刘少奇发电报提出晋察冀与晋冀鲁豫党政军机构合并。1948年5月9日中央《关于改变华北、中原解放区的组织、管辖境地及人选的通知》，正式决定合并为华北局、华北联合行政委员会、华北军区。1948年6月12日，晋冀鲁豫边区政府、晋察冀边区行政委员会正式合署办公，改称华北联合行政委员会。26日，在石家庄举行原两区参议会驻会议员联席会议，通过关于召开华北临时人民代表大会产生统一的华北人民政府的决议。8月7日至19日，在石家庄解放礼堂（今人民影院）秘密召开华北临时人民代表大会（对外称石家庄生产工作会议，每晚19时开会），共有代表541人，其中80%以上是工农劳动人民的代表，选举董必武等27人组成华北人民政府委员会，其中2/3的委员是工农、革命知识分子、革命军人的代表，民主党派与无党派人士占1/3，留有12个委员名额给待解放城市选出。会后迁往平山县王子村办公。9月20日在平山县王子村召开华北人民政府委员会第一次会议（实到委员22人），任命官员。9月26日正式成立华北人民政府。9月27日，发表公告：“华北人民政府宣告成立。自即日起，原晋冀鲁豫边区政府及晋察冀边区行政委员会宣告撤消。”10月中旬，由于住房拥挤，华北人民政府核心单位迁至平山县东冶村，部分部门保留在王子村。由于傅作义要闪击西柏坡，华北人民政府迁往阳泉。1948年11月1日在阳泉召开华北人民政府委员会第二次会议。不久返回东冶村。1948年12月1日召开华北人民政府委员会第三次会议，征得山东省政府、陕甘宁政府、晋绥行署的同意，成立中国人民银行，统管初东北、中原两解放区之外的其它大区的财经工作。1948年12月15日在东冶村召开华北人民政府委员会第四次会议。
1949年2月20日，华北人民政府在北平开始办公。1949年5月初，完成全部搬迁。10月27日，中央人民政府主席毛泽东发表撤销华北人民政府的命令。10月31日，举行华北人民政府向中央人民政府政务院移交会议。

## 组织架构
来源
- 主席：董必武
- 副主席：薄一波、蓝公武、杨秀峰
- 华北人民政府委员：董必武、聂荣臻、薄一波、徐向前、滕代远、黄敬、谢觉哉、范文澜、成仿吾、杨秀峰等27人。
- 秘书厅 秘书长陶希晋  副秘书长金城、董越千
  - 文书科 科长赵秀山 副科长马永顺
  - 机要室 主任冯志山
- 参议室 参议安宅仁
- 外侨管理处 处长李棣华
- 民政部 部长蓝公武（兼），副部长雷任民
- 教育部/华北教育委员会  部长晁哲甫，副部长刘皑风、孙文淑
- 财政部 部长戎子和，副部长吴波
- 工商部 部长姚依林 ，副部长林海云
- 农业部 部长宋劭文，副部长张冲
- 司法部 部长谢觉哉，副部长郭任之
- 交通部 部长武竞天，副部长刘建章、张文昂、黎亮
  - 航务总局：1949年4月1日成立。“统一领导天津航政局、天津招商局、塘沽新港工程局等国营航业，并对外商和私人航业以及华北的水上交通实行领导和管理”。局长张文昂
- 劳动局 局长栗再温，副局长赵国强
- 华北财政经济委员会 主任董必武（兼），副主任薄一波（兼），黄敬（兼）；委员兼秘书长方毅；委员曾山、贾托夫、姚依林、南汉宸、戎子和、杨秀峰、宋劭文、武竞天、赵尔陆。
- 华北水利委员会 主任邢肇棠，副主任徐正、王化云
- 华北法制委员会 主任谢觉哉，委员蓝公武、郭任之、陈瑾昆、贾潜、王斐然、许建国、宋劭文、张曙时、李牧庵（专职未到任）、安志成（专职）
- 华北人民法院 院长陈瑾昆，审判长贾潜，副审判长王斐然
- 华北人民监察院 院长杨秀峰（兼），副院长黄松龄、于力（董鲁安），监察委员张曙时、张慕尧、王复初、王承周。
- 卫生部 部长殷希彭，副部长朱琏、刘和一
- 公安部 部长许建国，副部长杨奇清
- 华北银行 1948年10月1日合并冀南银行与晋察冀边区银行。总经理南汉宸，副经理胡景沄、关学文
- 公营企业部 部长黄敬，副部长刘鼎、徐达本、赖际发
  - 华北电力公司 总经理鲍国宝
- 华北贸易总公司
- 华北文艺委员会
- 北岳区
- 冀中区
- 冀南区
- 太行区
- 太岳区
- 晋中区
- 冀鲁豫区
- 石家庄市

辖5省（河北、山西、平原、察哈尔、绥远）、2市（北平、天津），26个专区，334个县旗，4961万人。

## 关于华北联合行政委员会
晋冀鲁豫边区政府、晋察冀边区行政委员会合署办公至华北人民政府成立期间，虽称华北联合行政委员会，但未正式办公、启用印信，无活动遗迹。主席董必武、副主席黄敬、杨秀峰未到职。